# Yves V
Yves V, artiestennaam van Yves Van Geertsom, is een Belgische dj.

## Loopbaan
Yves V is voornamelijk bekend van het nummer CloudBreaker, dat hij samen met de Belgische producent Basto maakte. CloudBreaker kwam op plaats 25 in de Vlaamse Ultratop 50 en op plaats 29 in de Nederlandse Single Top 100.

## Discografie

### Singles
| Single met eventuele hitnotering(en) in de Nederlandse Top 40 | Datum van verschijnen | Datum van binnenkomst | Hoogste positie | Aantal weken | Opmerkingen                             |
| ------------------------------------------------------------- | --------------------- | --------------------- | --------------- | ------------ | --------------------------------------- |
| CloudBreaker                                                  | 09-04-2012            | 21-04-2012            | 24              | 14           | met Basto / Nr. 29 in de Single Top 100 |

| Single met hitnotering(en) in de Vlaamse Ultratop 50 | Datum van verschijnen | Datum van binnenkomst | Hoogste positie | Aantal weken | Opmerkingen               |
| ---------------------------------------------------- | --------------------- | --------------------- | --------------- | ------------ | ------------------------- |
| CloudBreaker                                         | 09-04-2012            | 19-05-2012            | 22              | 13           | met Basto                 |
| Sonica (Running on a highway)                        | 27-09-2013            | 28-09-2013            | tip15           | -            | met Paul Aiden            |
| Wait till tomorrow                                   | 22-09-2014            | 04-10-2014            | 2               | 7            | met Regi en Mitch Crown   |
| The right time                                       | 09-02-2015            | 07-03-2015            | 21              | 7            | met Mike James            |
| We got that cool                                     | 28-06-2019            | 06-07-2019            | tip12           | -            | met Afrojack en Icona Pop |
| Not so bad                                           | 03-01-2020            | 18-01-2020            | tip30           | -            | met Ilkay Sencan en Emie  |